# Borowan (gmina)
Borowan (bułg. Община Борован) – gmina w północno-zachodniej Bułgarii, w obwodzie Wraca.

## Miejscowości
Miejscowości wchodzące w skład gminy Borowan:
- Borowan (bułg.: Борован) – siedziba gminy,
- Dobrolewo (bułg.: Добролево),
- Małorad (bułg.: Малорад),
- Niwjanin (bułg.: Нивянин),
- Sirakowo (bułg.: Сираково).